# U-662
| U-662                      | U-662                                                          | U-662                                                          |
| -------------------------- | -------------------------------------------------------------- | -------------------------------------------------------------- |
|                            |                                                                |                                                                |
|                            |                                                                |                                                                |
|                            |                                                                |                                                                |
| Під прапором               | Третій рейх                                                    | Третій рейх                                                    |
| Спуск на воду              | 22 січня 1942 року                                             | 22 січня 1942 року                                             |
| Виведений зі складу флоту  | 21 липня 1943 року                                             | 21 липня 1943 року                                             |
| Сучасний статус            | затоплений                                                     | затоплений                                                     |
| Проєкт                     |                                                                |                                                                |
| Тип ПЧ                     | Торпедний ДПЧ                                                  | Торпедний ДПЧ                                                  |
| Основні характеристики     |                                                                |                                                                |
| Швидкість (надводна)       | 17,7 вузлів                                                    | 17,7 вузлів                                                    |
| Швидкість (підводна)       | 7,6 вузлів                                                     | 7,6 вузлів                                                     |
| Робоча глибина занурення   | 100 м                                                          | 100 м                                                          |
| Гранична глибина занурення | 220 м                                                          | 220 м                                                          |
| Екіпаж                     | 44 осіб                                                        | 44 осіб                                                        |
| Розміри                    |                                                                |                                                                |
| Довжина найбільша (по КВЛ) | 67,1 м                                                         | 67,1 м                                                         |
| Ширина корпусу найб.       | 6,2 м                                                          | 6,2 м                                                          |
| Висота                     | 9,6 м                                                          | 9,6 м                                                          |
| Середня осадка (по КВЛ)    | 4,70 м                                                         | 4,70 м                                                         |
| Водотоннажність надводна   | 769 т                                                          | 769 т                                                          |
| Озброєння                  |                                                                |                                                                |
| Артилерія                  | одна палубна гармата калібру 88-мм, одна 20-мм зенітна гармата | одна палубна гармата калібру 88-мм, одна 20-мм зенітна гармата |
| Торпедно- мінне озброєння  | 4 носових і один кормовий ТА. 14 торпед                        | 4 носових і один кормовий ТА. 14 торпед                        |

U-662 — німецький підводний човен типу VIIC, часів Другої світової війни.
Замовлення на будівництво човна було віддане 9 жовтня 1939 року. Човен був закладений на верфі суднобудівної компанії «Howaldtswerke Hamburg AG» у Гамбурзі 7 травня 1941 року під заводським номером 811, спущений на воду 22 січня 1942 року, 9 квітня 1942 року увійшов до складу 5-ї флотилії. Також за час служби перебував у складі 7-ї флотилії.
Човен зробив 4 бойових походи, у яких потопив 3 (загальна водотоннажність 18 609 брт) та пошкодив 1 судно.
Потоплений 21 липня 1943 року в Атлантичному океані північніше гирла Амазонки (03°56′ пн. ш. 48°46′ зх. д. / 3.933° пн. ш. 48.767° зх. д.) глибинними бомбами американського літака-амфібії Каталіна. 44 члени екіпажу загинули, 3 врятовані.

## Потоплені та пошкоджені кораблі[3]
| Назва          | Тип            | Належність      | Дата            | Тоннаж (БРТ) | Вантаж                                                                                                 | Статус     | Місце                                                       |
| Ville de Rouen | вантажне судно | Велика Британія | 29 грудня 1942  | 5 598        | 5 500 т генеральних вантажів                                                                           | потоплено  | 43°25′ пн. ш. 27°15′ зх. д. / 43.417° пн. ш. 27.250° зх. д. |
| Empire Whale   | вантажне судно | Велика Британія | 29 березня 1943 | 6 159        | 7 870 т залізної руди                                                                                  | потоплено  | 46°44′ пн. ш. 16°38′ зх. д. / 46.733° пн. ш. 16.633° зх. д. |
| Ocean Viceroy  | вантажне судно | Велика Британія | 29 березня 1943 | 7 174        | Залізна руда                                                                                           | пошкоджено | 46°44′ пн. ш. 16°38′ зх. д. / 46.733° пн. ш. 16.633° зх. д. |
| Umaria         | вантажне судно | Велика Британія | 29 березня 1943 | 6 852        | 7 736 т генеральних вантажів, включно з 2 500 т марганцевої руди, 1 000 т гуми та 1 000 т чаю та копри | потоплено  | 46°44′ пн. ш. 16°38′ зх. д. / 46.733° пн. ш. 16.633° зх. д. |

## Командири
- Корветтен-капітан Вольфганг Германн (9 квітня 1942 — 14 лютого 1943)
- Капітан-лейтенант Гайнц-Ебергард Мюллер (10 березня — 21 липня 1943)